# 120-мм танковая пушка Rheinmetall
120-мм танковая пушка Rheinmetall или Rh120 — гладкоствольное танковое артиллерийское орудие с частично сгорающей гильзой, созданное западногерманской компанией Rheinmetall для основного танка Вооружённых сил ФРГ (бундесвера) «Леопард-2». 
В дальнейшем под обозначением M256 (M256A1) использовалось на американских танках «Абрамс» начиная с модификации M1A1. В 2016 году появилась информация, что одна из модификаций L55 танкового орудия Rh120 будет использована как основа для проектирования усовершенствованной 120-мм пушки для перспективного танка нового поколения MGCS (англ. Main Ground Combat System).

## Предпосылки разработки
Переход западных стран с широко распространённых 105-мм нарезных танковых пушек на новый вид 120-мм гладкоствольных артиллерийских систем связывают с введением в строй советского танкового вооружения калибра 125 мм.
В качестве причин отказа от нарезного ствола называют целый комплекс факторов:
- гладкоствольное орудие способно разогнать снаряд до нужных скоростей при меньшей длине ствола за счёт более высоких допустимых давлений, что позволяет уменьшить общие габариты вооружения,
- при этом меньшая длина ствола упрощает его балансировку и стабилизацию при движении машины,
- гладкоствольное орудие имеет больший внутренний и внешний диаметр, что положительно сказывается на изгибной жёсткости, уменьшая ошибку вибрационного разброса снарядов при ведении огня с ходу,
- гладкий ствол в меньшей степени подвержен эрозии от действия пороховых газов; его срок службы превышает срок службы нарезного ствола примерно в два раза,
- производство гладкоствольной пушки имеет меньшую себестоимость.

При этом в качестве недостатков гладкоствольного вооружения указывается:
- ограниченный выбор боеприпасов (например, в середине 1970-х годов для Rh-120 имелось всего два типа выстрелов: кумулятивный DM12 MZ и ОБПС DM13 KE[1]),
- необходимость снабжать снаряды аэродинамическими стабилизаторами, что примерно на 20% снижает вес взрывчатой начинки.

## История создания
Первоначальный вариант 120-мм гладкоствольного орудия получил обозначение L44; его разработка была проведена компанией Rheinmetall в Германии с конца 1960-х по начало 1970-х годов для замены 105-мм нарезной танковой пушки L7A3. Во время испытаний данное орудие устанавливалось на опытные образцы танков MBT-70 и VT1-2, а первой серийной машиной для которой она пошла в массовое производство стал основной танк бундесвера «Леопард-2».
Сравнительный анализ конструкции и сроков создания пушки Rh120 по сравнению с советскими танковыми пушками 2А46 и 2А46М позволяет отметить использование немецкими инженерами опыта и наработок советской конструкторской школы, которая была впереди на 4 — 5 лет.

## Производство за рубежом
Интерес к новому образцу танкового вооружения проявили за рубежом. В январе 1978 года, по итогам сравнительных испытаний, Автобронетанковое управление Армии США отдало предпочтение немецкому образцу для вооружения перспективного основного танка XM1. С марта 1979 года началась программа «американизации» пушки, включавшая в себя заключение лицензионного соглашения с Rheinmetall как держателем лицензии, перевод технической документации с немецкого на английский и с метрической системы мер в американскую, опытное производство. Полная загрузка американских производственных мощностей была намечена на конец 1984 года. В США пушка получила войсковой индекс M256 и изготавливается Уотервлитским арсеналом, после чего поставляется на завод General Dynamics Land Systems в Лайму, штат Огайо, для установки на танках.

## Конструкционные особенности

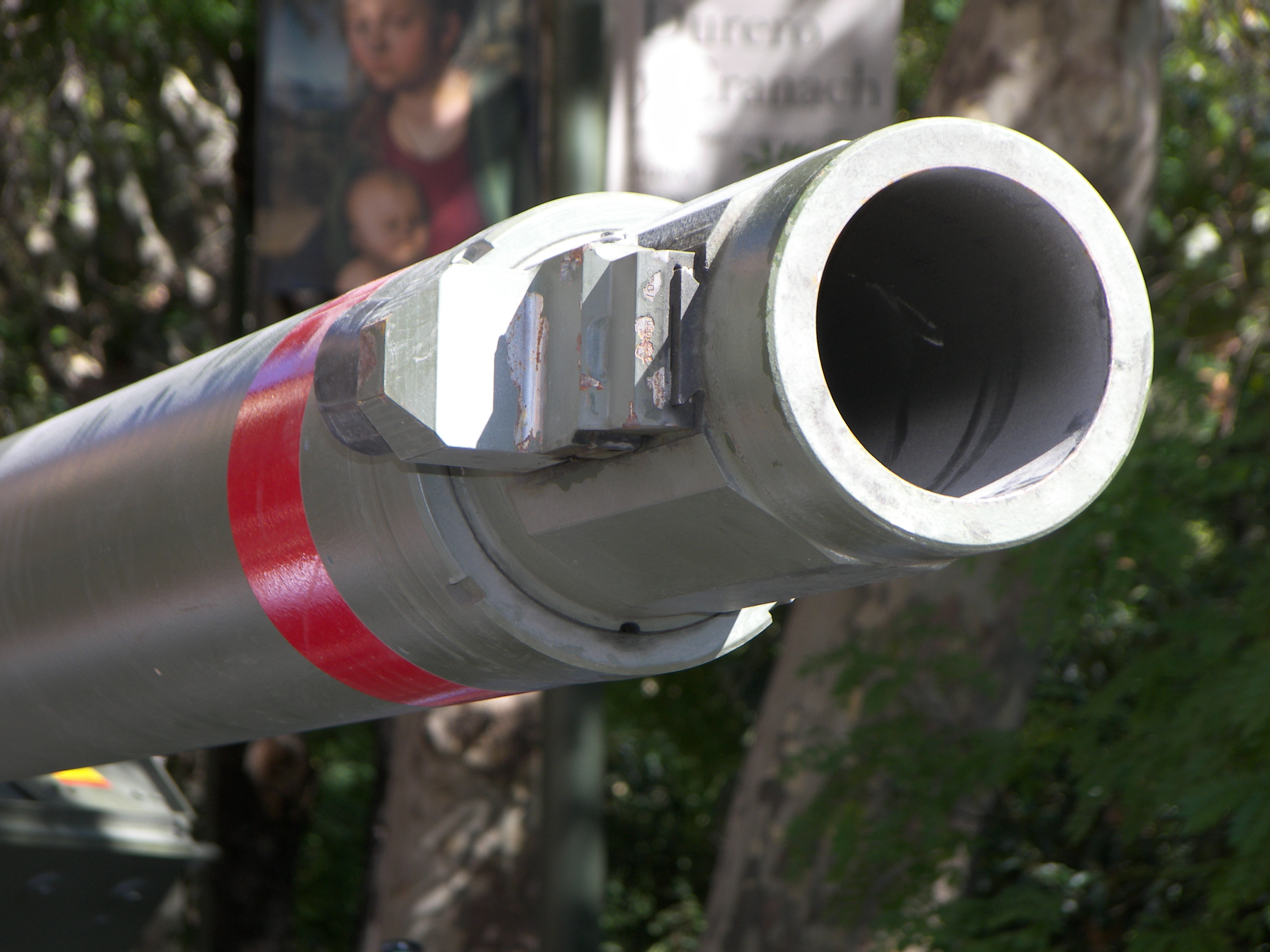
Дульный срез танковой пушки L55 испанского танка «Леопард-2Е»

Ствол оснащён теплозащитным стеклопластиковым кожухом и эжектором пороховых газов, который устанавливается эксцентрично по отношению к осевому сечению ствола. Канал ствола хромирован для повышения его ресурса; живучесть составляет по разным данным:
- 500 выстрелов, из которых не более 120 бронебойным подкалиберным снарядом[1],
- 1000 выстрелов, однако уже после 400-го с серьёзными потерями точности[2].

Изготовление ствольной трубы производится с помощью электрошлакового спекания стали и последующей обработки методом автофретирования. В танке «Леопард-2» труба ствола соединяется с казёнником пушки с помощью секторного резьбового соединения, что позволяет сменить ствол через амбразуру башни без её демонтажа.
Затвор клиновый, вертикальный. Досылание снаряда осуществляется гидравлическим механизмом.
Противооткатная группа состоит из накатника и двух тормозов отката, которые, благодаря своему симметричному положению, обеспечивают некоторую прибавку в кучности и точности огня.
Для расположения боекомплекта к Rh120 в «Леопарде-2» были задействованы, во-первых — боеукладка на 27 выстрелов слева от механика-водителя, во-вторых — кормовая ниша танковой башни, в которой за броневой перегородкой разместили ещё 15 выстрелов. Для того, чтобы снизить размеры бронедверцы, в этой перегородке часть кассет снабдили подпружиненным механизмом, который подавал кассеты со снарядами из глубин кормовой ниши к окну укладки по мере расхода боеприпасов.
По словам немецких танкистов, так как стенки кормовой ниши под боекомплект состоят из массивных бронелистов, то в ней всегда поддерживается относительно стабильная прохлада. А во время учений механизм подачи позволяет использовать прохладный отсек для хранения напитков и консервов, склеивая их скотчем и вставляя в кассеты вместо артиллерийских снарядов.

## Сравнение с аналогичными системами
На момент появления танковое орудие Rh120 обеспечило немецким танкам «Леопард-2» соответствие уровню огневой мощи советских машин Т-72, которые существенно превосходили всю остальную западную технику, включая «Леопард-1».